# Rizhao
Rizhao is een stad in de gelijknamige prefectuur in het zuidoosten van de noordoostelijke provincie Shandong, Volksrepubliek China. Bij de volkstelling van 2020 had de stad 1.147.175 Inwoners, de gehele prefectuur had 2.968.365 inwoners.
Rizhao grenst in het noordoosten aan Qingdao, in het noorden aan Weifang en in het zuidwesten en westen aan Linyi Rizhao ligt 620 km ten noorden van Shanghai, 170 km ten zuidwesten aan Qingdao en 120 km ten noorden van Lianyungang.
Rizhao heeft een grote zeehaven. In die haven liggen de grote staalfabrieken van Rizhao Steel. Rizhao International Football Centre Stadium is het voetbalstadion van de stad. Het heeft een capaciteit van 12.000.

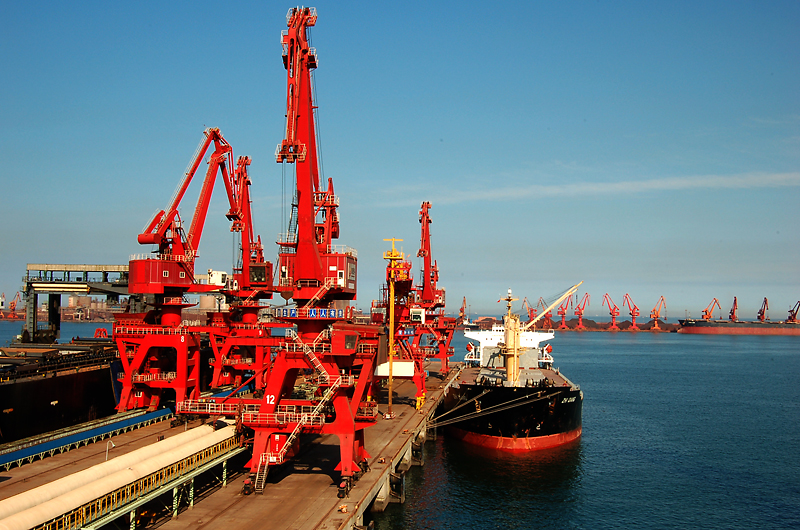
Haven van Rizhao